# RTL Zwee
RTL Zwee és un canal de televisió privat de caràcter generalista, destinat més aviat a un públic més adolescent, i de nacionalitat luxemburguesa. És propietat del group RTL, qui posseeix més de la meitat del panorama televisiu luxemburguès. Aquest canal en concret neix el 15 de mars del 2004, després del llarg procés de reestructuració que va patir l'RTL Télé Lëtzebuerg. Les seus socials són situades al barri de Kirchberg, al Luxemburg mateix. Inicialment el canal només era visible per cable, avui dia ja es disposa per ADSL i a la TDT.